# Центральный дом авиации и космонавтики
Центра́льный дом авиа́ции и космона́втики ДОСААФ Росси́и (ЦДАиК) — общественное научно-просветительское учреждение ДОСААФ России в Москве. Основан в 1924 году как аэромузей. Сейчас в фондах музея около 34 тысяч экспонатов и 15 тысяч единиц специальной литературы и документов и более 31 тысячи фотоматериалов, посвящённых авиационной и космической тематике. Экспозиция музея размещена в восьми залах, где демонстрируются свыше 1 тысячи экспонатов.
Центральный дом авиации и космонавтики в Петровском парке занимает здание, построенное в начале XX века. До него в нём размещался ресторан «Аполло». Здание музея имеет статус выявленного объекта культурного наследия.

## История

### Ресторан «Аполло»

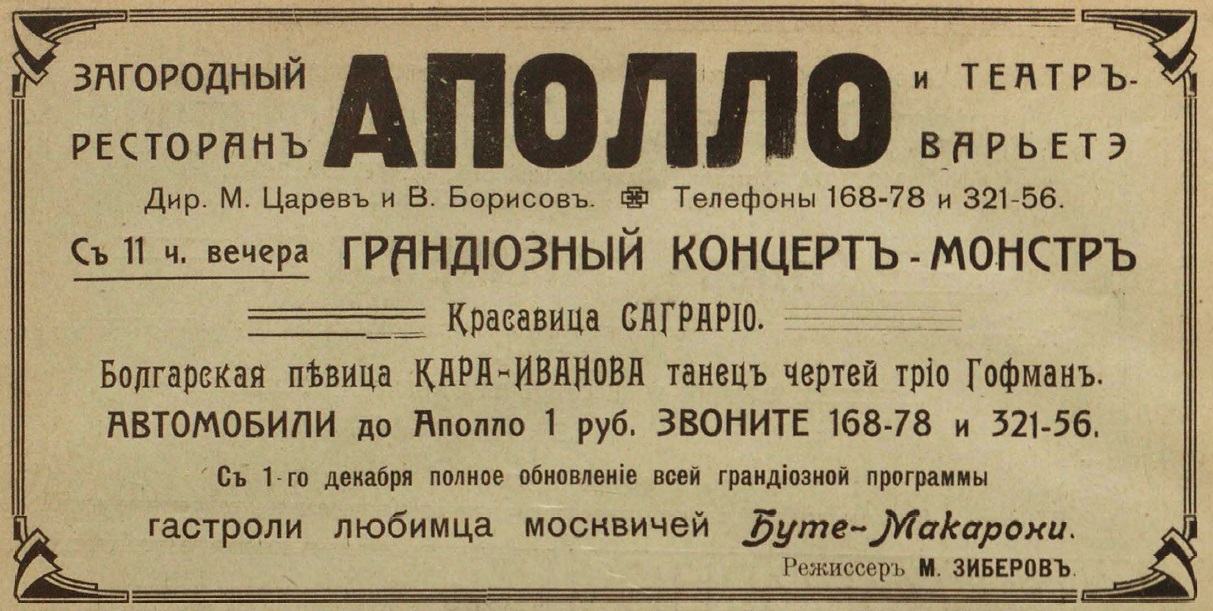
Реклама ресторана «Аполло»

В XIX—XX веках в Петровском парке было открыто множество загородных ресторанов. Одним из них стал ресторан «Аполло». Его здание было построено в начале XX века в духе эклектики. Ресторан имел островерхую крышу и две мавританские башенки, при нём был большой сад.
Открытие ресторана «Аполло» состоялось 7 (20) октября 1911 года. Здание, которое до этого занимал другой ресторан, было серьёзно реконструировано с заменой мебели и интерьеров. Ресторан «Аполло» принадлежал купцу Василию Петровичу Борисову. Совместно с ним директором ресторана стал Михаил Прокопьевич Царёв. Ресторан имел хорошо отделанный зал и открытую сцену. В ресторане «Аполло» основной акцент делался на развлекательных программах. В частности, посетителям предлагался «грандиозный концерт-монстр». В «Аполло» впервые была организована служба трансферов, когда по телефону можно было заказать автомобиль в любую точку Москвы.
Во время Первой мировой войны при ресторане действовал лазарет. После Октябрьской революции до начала 1920-х годов в помещении бывшего ресторана «Аполло» размещался театр и клуб. Затем он был закрыт, а помещение пришло в запустение.

### Основание музея

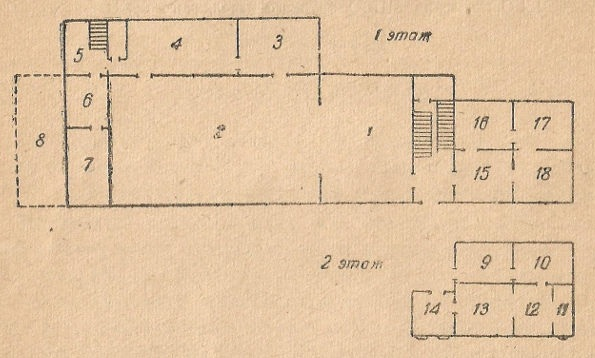
План музея

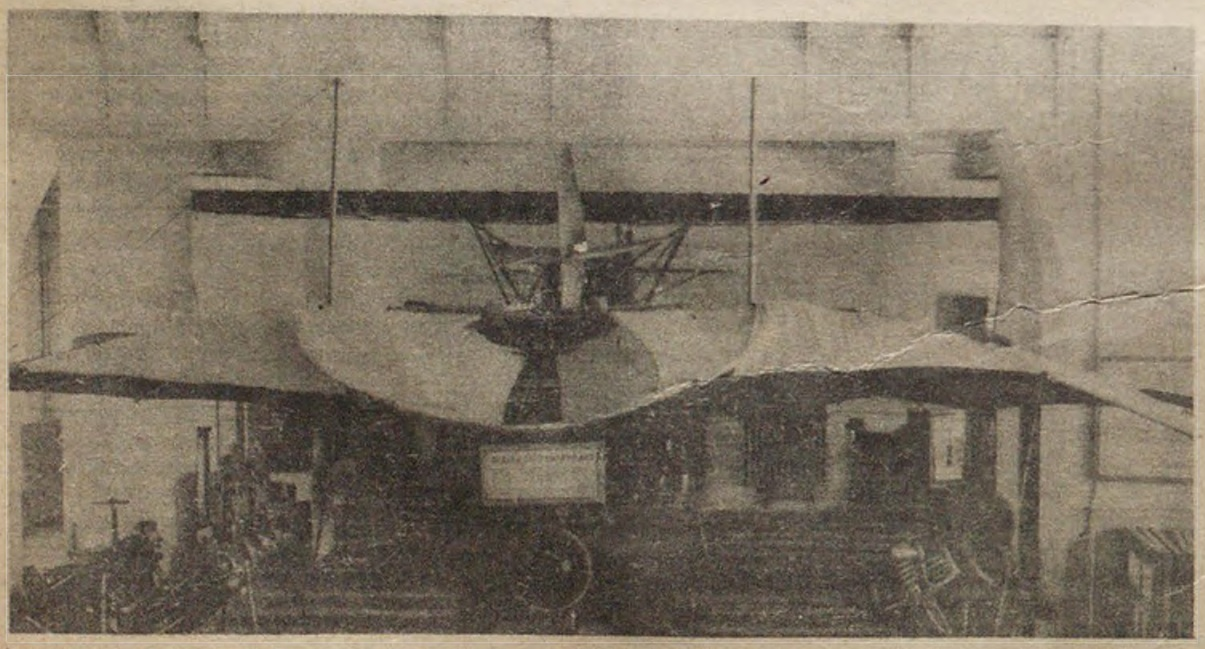
Планер Лилиенталя

Идея создания в СССР авиационного музея появилась в начале 1920-х годов. В начале 1924 года группа авиационных работников при поддержке Осоавиахима (тогда ОДВФ) Северо-Западной области приступила к организации в Ленинграде первого в стране аэромузея. Он был учреждён 6 ноября 1924 года под названием «Центральный аэромузей ОДВФ СССР». Музей был небольшим, он занимал две комнаты и вестибюль дома № 49 по проспекту Володарского (ныне — Литейный проспект). При музее были читальня и лекционный зал. Предполагалось, что он станет неофициальным аэроклубом и местом встречи авиаторов, а также площадкой для распространения авиационных знаний среди населения. Эти идеи получили широкую поддержку, но вскоре стало понятно, что музею необходимо значительно большее помещение. В Ленинграде не нашлось средств для организации крупного музея. Этот авиационный музей вскоре был реорганизован и переехал в помещение бывшего Суворовского музея, став музеем Осоавиахима Северо-Западной области, имевшим местное значение.
В 1925 году Центральный совет Осоавиахима принял постановление об устройстве в Москве Центрального Аэрохиммузея общесоюзного значения. В его создании принимали участие председатель Совета народных комиссаров Алексей Рыков и начальник управления Военно-воздушных сил РККА Пётр Баранов. Музей предполагалось создать в кратчайшие сроки, а средства были ограничены, поэтому строительство нового музейного здания не планировалось. После долгих поисков подходящего для музея помещения большой площади выбор пал на здание бывшего ресторана «Аполло» с одним большим залом и рядом боковых комнат. Такой выбор был продиктован и тем, что рядом находились аэродром на Ходынском поле и Военно-воздушная академия. Здание ресторана к тому моменту нуждалось в серьёзном ремонте, однако он был проведён всего за несколько месяцев. Уже весной 1926 года туда начали свозить будущие экспонаты.
Активное участие в организации музея приняли ЦАГИ и Военно-воздушная академия. В ЦАГИ для аэродинамического отдела музея были изготовлены миниатюрная аэродинамическая труба, наглядные модели и диаграммы. Моторный отдел музея был обустроен преимущественно благодаря моторному отделу ЦАГИ. Слушатели Военно-воздушной академии принимали участие в обустройстве всех отделов музея. Ряд специально привлечённых авиаспециалистов и мастеров занимались разработкой планов отделов, научной обработкой и установкой экспонатов.

### Предвоенные годы

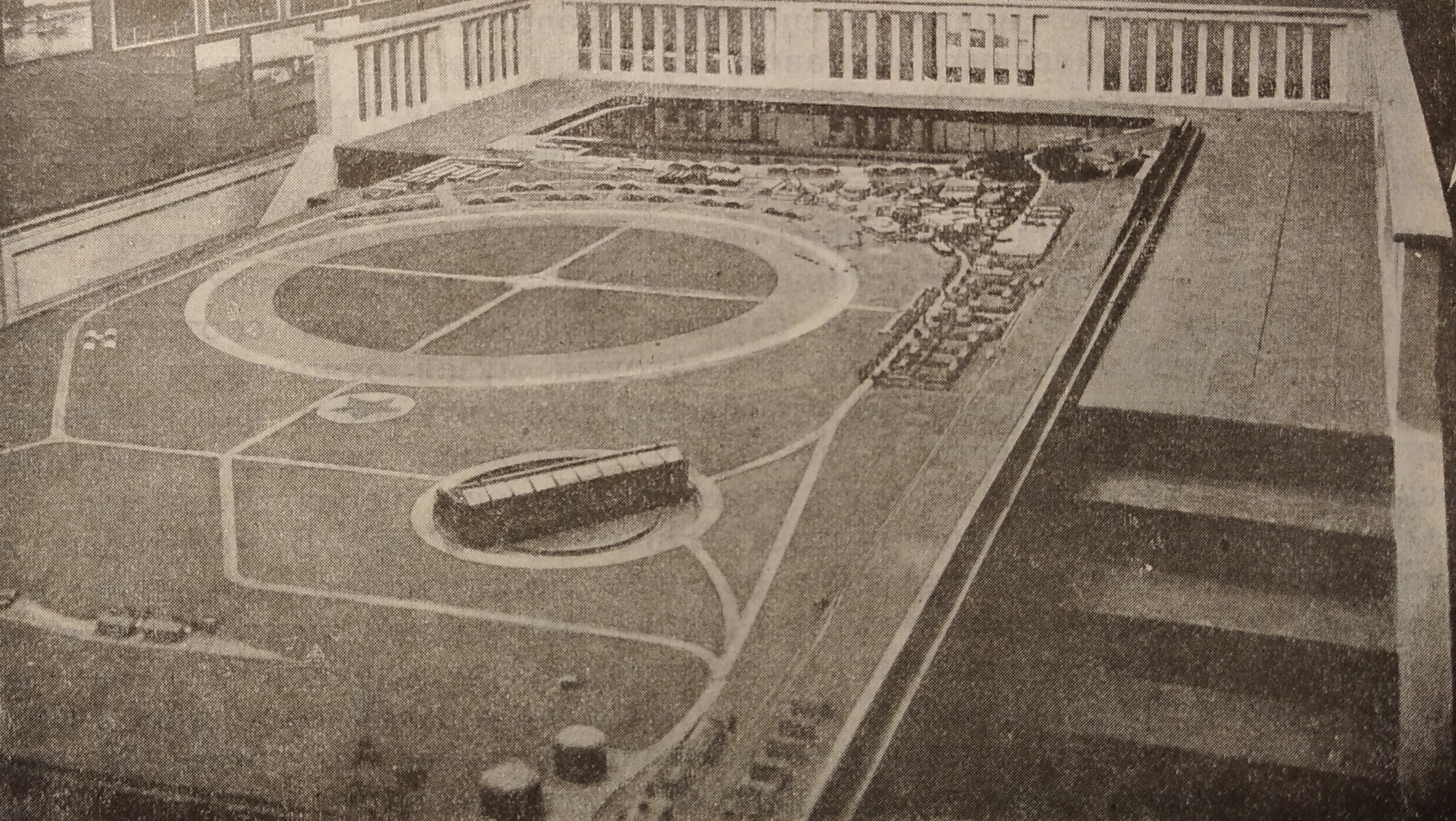
Модель аэропорта

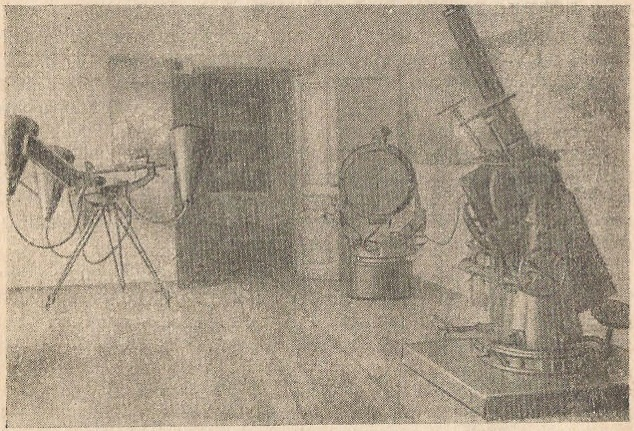
Кабинет авиазенитной обороны

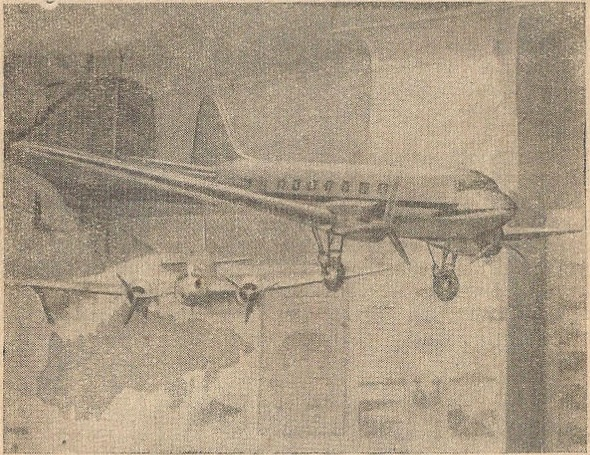
Модель самолёта ПС-84

18 января 1927 года состоялось открытие музея, получившего название «Центральный аэрохиммузей им. М. В. Фрунзе». Первыми его посетителями стали делегаты I Всесоюзного съезда Добровольного общества содействия авиационному и химическому строительству СССР.
Изначально в состав музея входили следующие отделы: 1) общественно-исторический; 2) история авиации; 3) самолёты, их устройство и оборудование; 4) авиамоторы; 5) воздушное сообщение; 6) метеорология и аэронавигация; 7) авиаспорт; 8) привязное и свободное воздухоплавание; 9) управляемое воздухоплавание; 10) аэродинамика. Три зала музея занимал химический отдел. Вскоре после открытия были расформированы общественный отдел, часть экспонатов которого были переданы в читальный зал, а также отдел деталей самолётов. При музее действовали научно-техническая библиотека, фототека, кинолекторий, модельно-макетная мастерская и выставка памяти М. В. Фрунзе. До 1932 года музей издавал ежемесячный журнал «Хроника воздушного дела». Среди первых сотрудников музея был участник Первой мировой войны лётчик Александр Егоров.
Экспозиция музея постоянно пополнялась, чтобы давать представление о передовых достижениях в области авиации. Ежегодно заказывались модели новейших самолётов, приобретались образцы новейших моторов и различных приборов. В витринах музея было выставлено множество моделей самолётов в масштабе 1:10 — от исторических до современных. В частности, имелись модели всех самолётов, бывших на вооружении РККА в Гражданскую войну. В аэроотделе экспонировался боевой германский самолёт «Фоккер С1», а также уникальный планер Отто Лилиенталя 1895 года, выписанный из Германии по инициативе Н. Е. Жуковского. Были представлены самолёт Вуазена и триплан «Сопвич». Некоторые из авиационных моторов и корпусов самолётов были разрезаны пополам, чтобы проиллюстрировать их внутреннее устройство.
В музее была представлена большая модель гражданского аэропорта в масштабе 1:500, занимавшая целую комнату. Помимо поля аэродрома, модель включала ангары для самолётов, поворотный эллинг для дирижабля, мастерские, гостиницы, жилые и служебные помещения. С краю, на берегу потока, размещалась силовая станция. Поток впадал в море (бассейн) с плавающими там моделями гидросамолётов. Затемняя комнату, можно было продемонстрировать ночное освещение аэропорта: зажигались огни в окнах домов, медленно поворачивался указатель ветра, взлётно-посадочную полосу освещали маленькие прожекторы, в море мигал маяк.
В отделе воздухоплавания были представлены модели от монгольфьера до современных дирижаблей. Были представлены модели дирижаблей ZR-3, LZ 127, R101. На втором этаже экспонировались планеры. Там был представлен макет Узун-Сырта, где располагалась Высшая лётно-планерная школа.
Химический отдел музея не был связан с авиационной тематикой и был посвящён военному и сельскохозяйственному применению химии. Там были представлены склянки с химическими веществами, образцы химического оружия и средств защиты от него.
В залах музея были выставлены многие образцы авиационного вооружения, парашютов, навигационных приборов, модели наблюдательных воздушных змеев и шаров, диаграммы и таблицы. На стенах находились фотографии, иллюстрирующие историю авиации, а также большая карта мира с обозначениями путей авиасообщения.
1930-е годы ознаменовались успехами советской авиации, было установлено множество мировых авиационных рекордов. Эти достижения нашли своё отражение в экспозиции и просветительской работе Аэрохиммузея. Были изготовлены модели новых самолётов, обновлён фотоэкспозиционный материал, переработаны методички для лекторской и экскурсионной работы. В 1940 году в музее появилась секция истории отечественной авиации и воздухоплавания. К началу 1940-х годов большое внимание в музее стало уделяться вопросам ПВО и химической защиты. Он получил новое название — «Дом авиации, противовоздушной и химической обороны имени М. В. Фрунзе Осоавиахима СССР».

### Во время Великой Отечественной войны

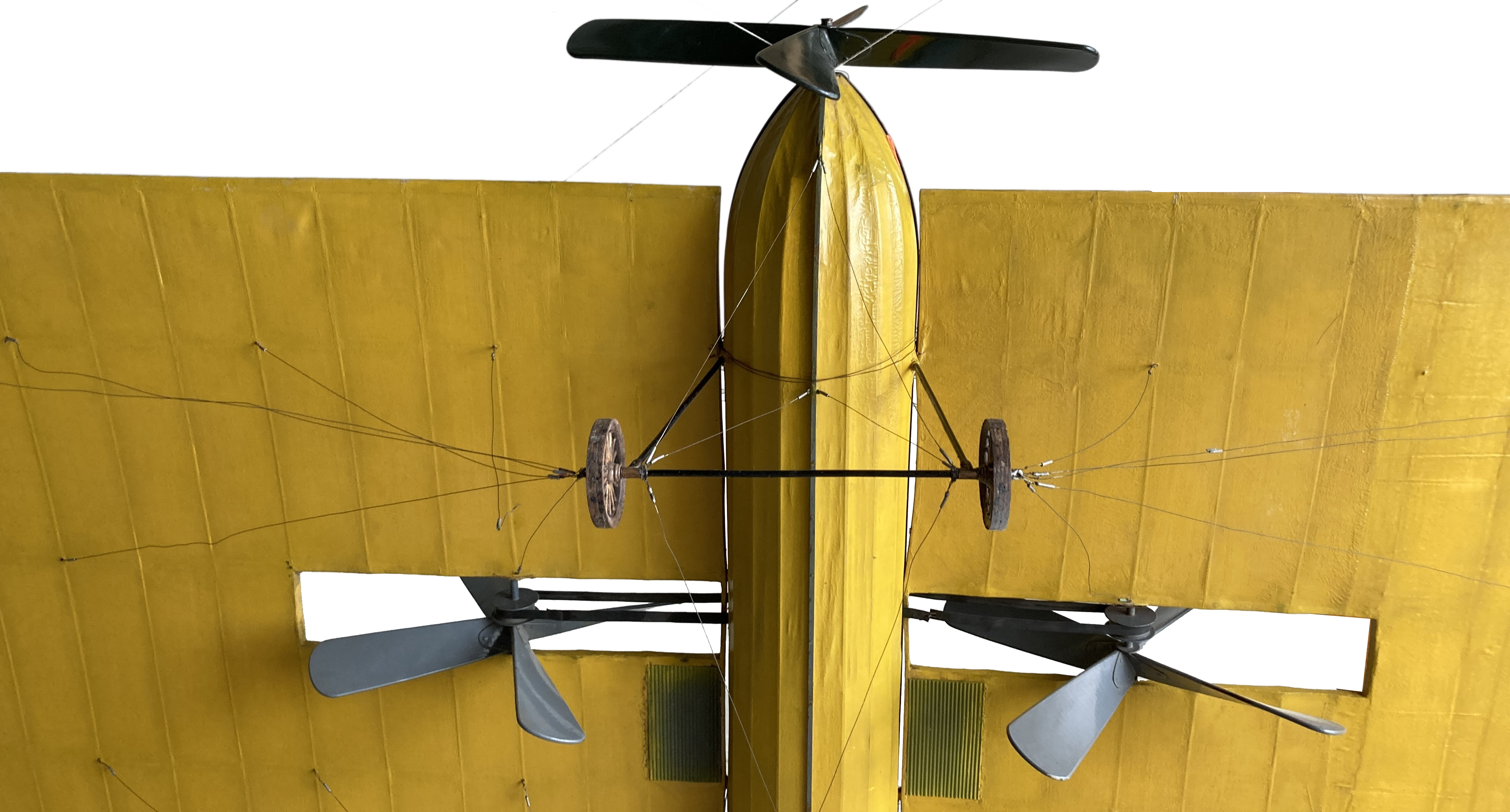
Модель самолёта Можайского

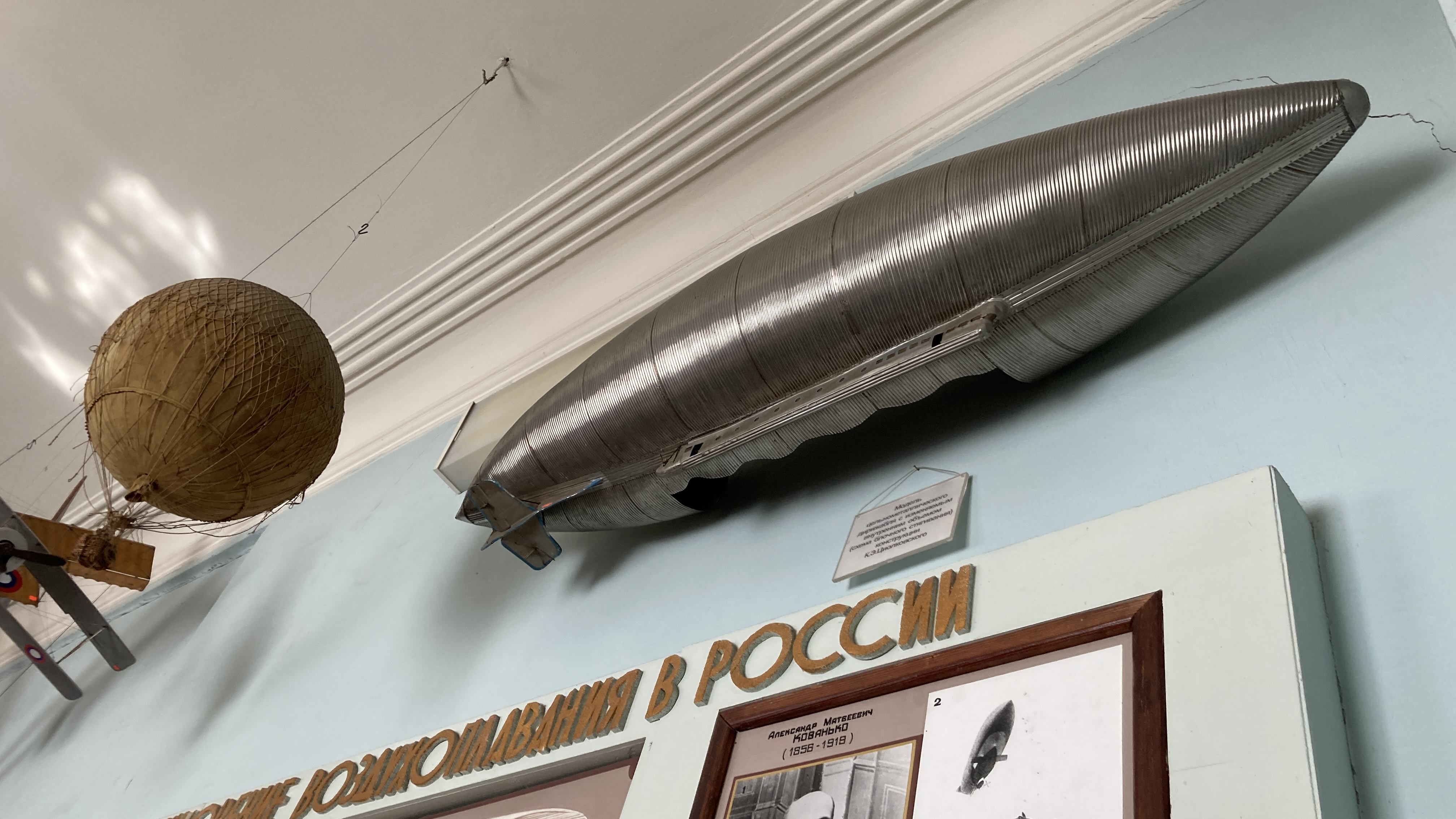
Модель дирижабля Циолковского

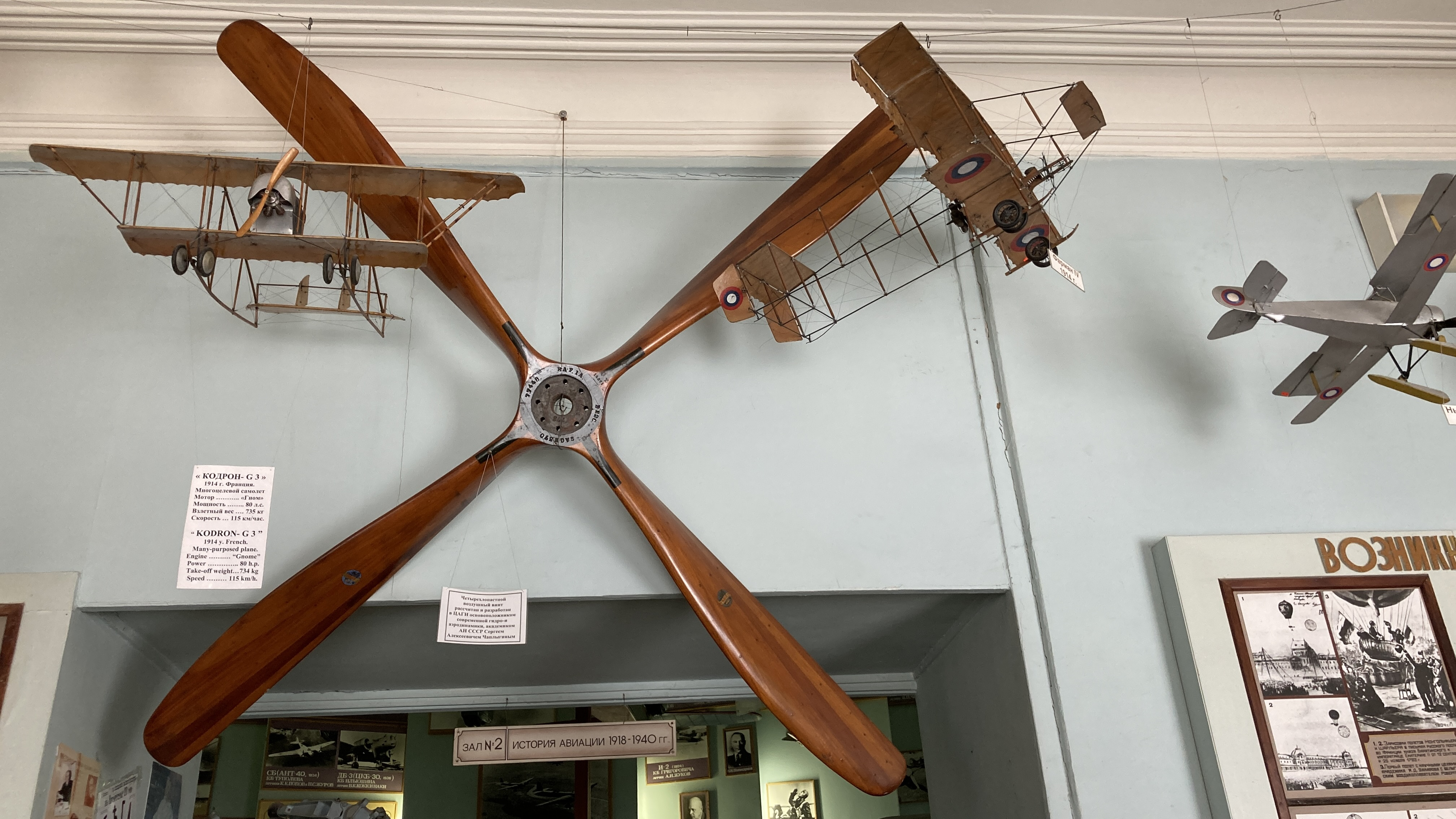
Четырёхлопастной воздушный винт, рассчитанный С. А. Чаплыгиным; модели самолётов Caudron G.3 и Farman IV

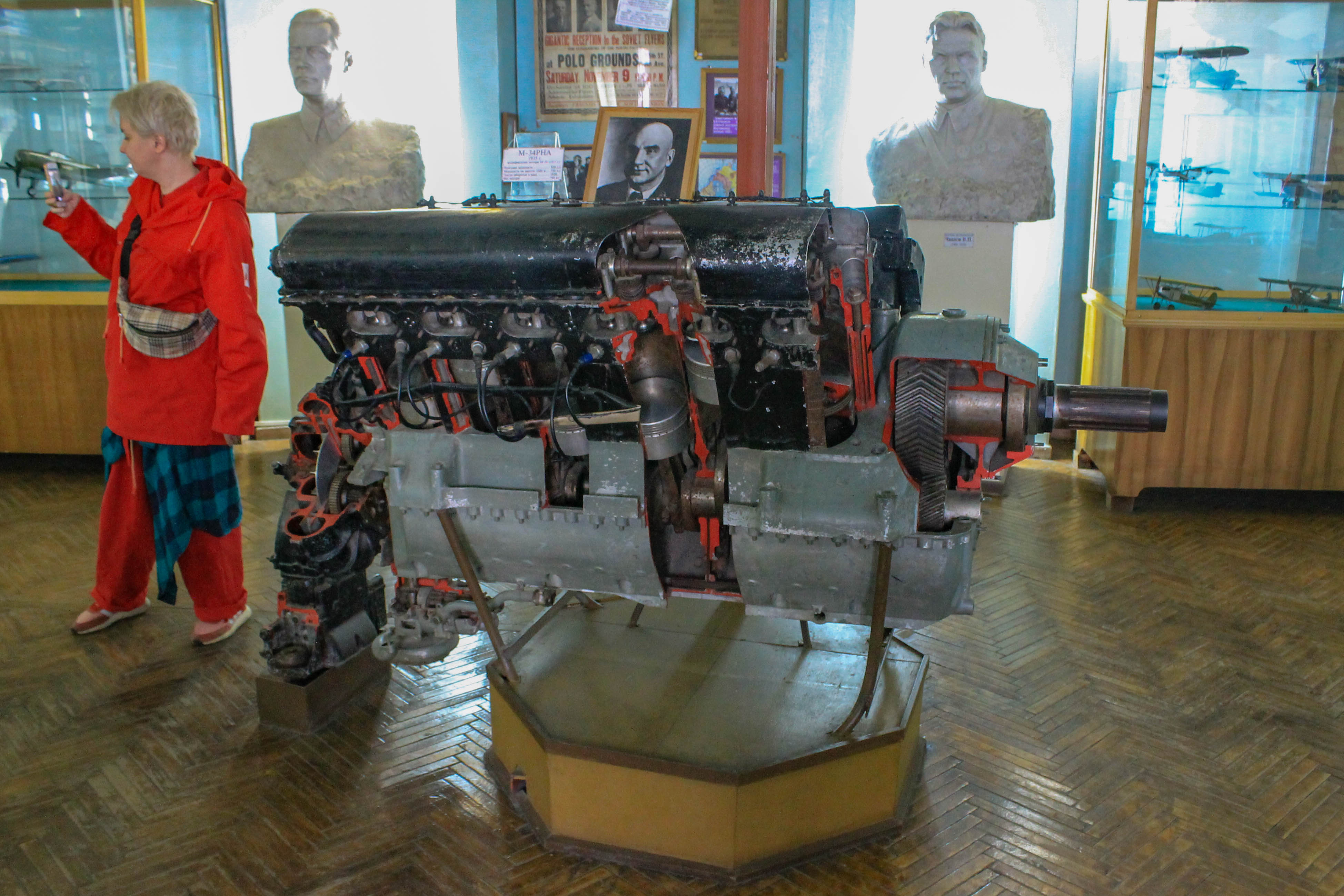
Двигатель М-34РНА конструктора А. А. Микулина

После начала Великой Отечественной войны была радикально изменена пропагандистская и воспитательная работа музея. Регулярно проводились занятия по вопросам противовоздушной обороны. Во дворе выставлялись военные трофеи: кабины самолётов разных типов, отдельные приборы, вооружение. С использованием этих трофеев читались лекции об авиационной технике, которые посещали в том числе лётчики и инженеры.
Во время войны в музее не работало отопление. Экспонаты ветшали, и в июле 1943 года было принято решение о переезде в другое помещение. Музей был закрыт, а экспонаты упакованы, однако уже в конце 1943 года это решение было отменено. После ремонта здания и экспонатов музей был повторно открыт 19 июля 1944 года. На склад были перемещены триплан «Сопвич», авиетка «Буревестник» и около 40 авиадвигателей. Самолёт АИР-16 был передан Мытищинскому аэроклубу, ещё 41 экспонат пришлось списать. Во дворе музея были установлены бомбардировщики Пе-2 и Су-2, простоявшие там несколько лет.

### Послевоенные годы
В послевоенные годы существенное место в экспозиции занял материал, посвящённый теме Великой Отечественной войны. Появились модели самолётов последних лет войны. Экспозицию музея пополнили боевой самолёт Ла-7 Ивана Кожедуба и Як-3, подаренный колхозником П. П. Головатым лётчику Б. Н. Ерёмину.
В 1947 году на волне борьбы с космополитизмом в «Литературной газете» вышла статья под заголовком «Идолопоклонники из Дома авиации». Её авторы критиковали музей за то, что в нём много внимания уделяется зарубежной авиации: «Как могло случиться, что советский музей с таким подобострастием прославляет всё заморское и так безразличен к нашей национальной гордости и славе?». После этого руководство Осоавиахима потребовало убрать из музея иностранные экспонаты. Из экспозиции исчезли планер Лилиенталя, биплан Вуазена, а также десятки зарубежных двигателей и приборов. Изменились оформление и названия залов. Исчезла тема «История развития авиации за рубежом».
В 1948 году музей получил новое название — «Центральный дом авиации и ПВО им. М. В. Фрунзе» и вошёл в структуру ДОСАВ. В нём появился новый отдел, демонстрирующий средства и организацию местной противовоздушной обороны. В 1951 году музей перешёл в ведение ЦК ДОСААФ СССР. В 1959 году отдел ПВО был выведен из состава музея, получившего новое название «Центральный дом авиации им. М. В. Фрунзе».
При музее действовали лекторское бюро и демонстрационные кинозалы. Музей организовывал выездные выставки в московских парках и на Тушинском аэродроме. К экспозиции добавились модели первых реактивных самолётов, реактивные двигатели и реактивный истребитель МиГ-15, заменённый в дальнейшем на МиГ-17. Количество экскурсантов в музее возрастало: в середине 1950-х годов посещаемость составляла свыше 100 тысяч человек в год.
С конца 1940-х годов стала обостряться проблема нехватки выставочных площадей. Чтобы демонстрировать новинки отечественной авиации, приходилось избавляться от старых экспонатов. Их передавали в другие музеи или сдавали в металлолом. Количество натурных экспонатов постепенно сокращалось. В 1962 году руководство музея обратилось к Н. С. Хрущёву с просьбой о предоставлении нового помещения, однако она не была удовлетворена.

### Появление космической экспозиции

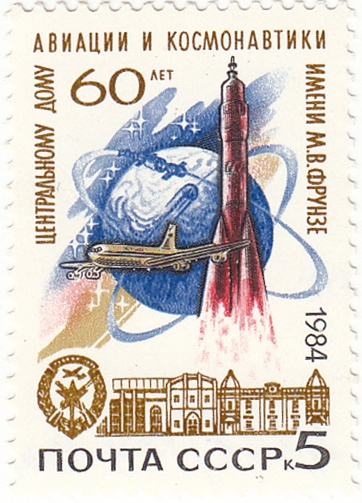
Марка в честь 60-летия ЦДАиК

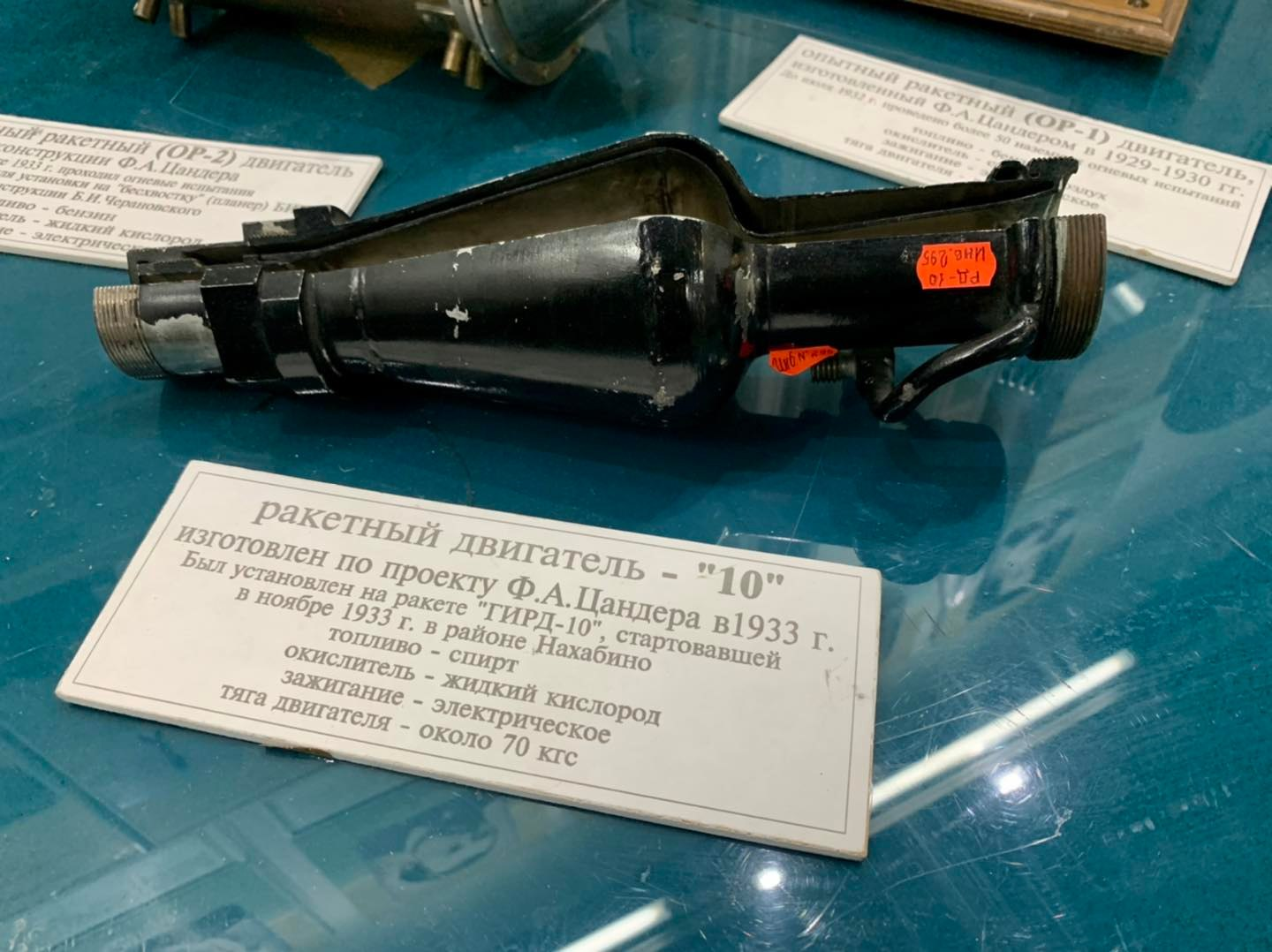
Ракетный двигатель 10 Ф. А. Цандера для ракеты ГИРД-Х

В 1963 году музей был преобразован в «Центральный Дом авиации и космонавтики им. М. В. Фрунзе». Под космическую экспозицию было отведено два зала, посвящённые зарождению космической эры и этапам освоения космоса. Были приобретены макеты первых искусственных спутников Земли. Второй зал, украшенный фотопортретами космонавтов, подробно освещал их полёты на кораблях различных серий. Появление космической экспозиции ещё сильнее обострило проблему нехватки помещений.
С 1971 года в музее стали проводиться Гагаринские чтения, в которых принимали участие видные учёные. В 1977 году в шести залах музея была открыта постоянная выставка ДОСААФ СССР. В посёлке Планёрское (ныне Коктебель, Крым) на правах филиала ЦДАиК открылся Музей планеризма и парашютизма. ЦДАиК активно проводил пропагандистскую и культурно-просветительскую работу, в том числе вечера, встречи и выставки, приуроченные к памятным датам.

### Закрытие и повторное открытие
В конце 1987 года музей был закрыт на капитальный ремонт в связи с ветхостью здания. Экспозиция была демонтирована. Часть экспонатов была передана другим музеям. Из-за отсутствия должного учёта экспонатов при временном складировании некоторые особо ценные из них оказались утрачены. Музей лишился многих книг, ковров и пианино немецкой работы. Ко второй половине 1991 года ремонтные работы были завершены только на 20 %. К этому моменту было полностью прекращено финансирование как ремонта, так и содержания музея.
В 1991 году новым руководителем ЦДАиК был назначен военный лётчик Пётр Вяликов. Коллектив сотрудников был обновлён на 90 %. В 1992 году ЦДАиК перешёл в ведение Российской оборонной спортивно-технической организации (РОСТО) — преемника ДОСААФ. Музей был переведён на самофинансирование. Чтобы найти средства на его содержание, ремонт и зарплаты сотрудников, руководству пришлось сдать в аренду больше половины площадей. Силами новых сотрудников был завершён ремонт и разработана новая концепция экспозиции. В ноябре 1994 года первый зал обновлённого музея был открыт для посетителей.

### Современное состояние
Сейчас в музее нет ни одного подлинного самолёта, основу экспозиции составляют модели. Для посетителей открыты девять залов, имеются фондохранилище, видеотека — просмотровый зал, научно-техническая библиотека с книгами по авиационно-космической тематике, фототека, архив и конференц-зал. При ЦДАиК действует Клуб ветеранов авиации и космонавтики, он сотрудничает с Клубом женщин лётных специальностей «Авиатрисса». Периодически проводятся встречи, посвящённые авиационным и космическим вопросам. Сотрудники ЦДАиК проводят научно-исследовательскую работу и участвуют в издании справочных материалов. Проводятся передвижные тематические выставки. В 2010-х годах посещаемость музея составляла 7,5–8 тысяч человек в год.

### Инициатива по расформированию музея
Весной 2023 года в музей поступило письмо от руководителя ДОСААФ России о том, что нужно передать коллекцию экспонатов в музей техники Задорожного в связи с предстоящим капитальным ремонтом здания. Директором музея на тот момент была Юлия Александровна Сигорская, которая отказалась выполнять это распоряжение и начала искать решение, как сохранить музей. В результате депутат Мосгордумы, космонавт Артемьев Олег Германович обратился в военную прокуратуру с просьбой проверить действия ДОСААФ в части передачи коллекции. В сентябре 2023 года заместителем департамента Министерства культуры Российской Федерации Натальей Васильевной Чечель было проведено выездное заседание в здании Центрального дома авиации космонавтики, на котором присутствовали сотрудники военной прокуратуры. Представителей ДОСААФ на этом совещании не было.
После этого музей получил статус частного музея (за номером 1-77-Ю/03475) и был внесен в реестр Музеев России, в котором он до того отсутствовал. Также начались работы по подготовке нескольких экспонатов для внесения в Госкаталог, для чего нужно было привлечь аккредитованного эксперта Министерства культуры.

## Экспозиция

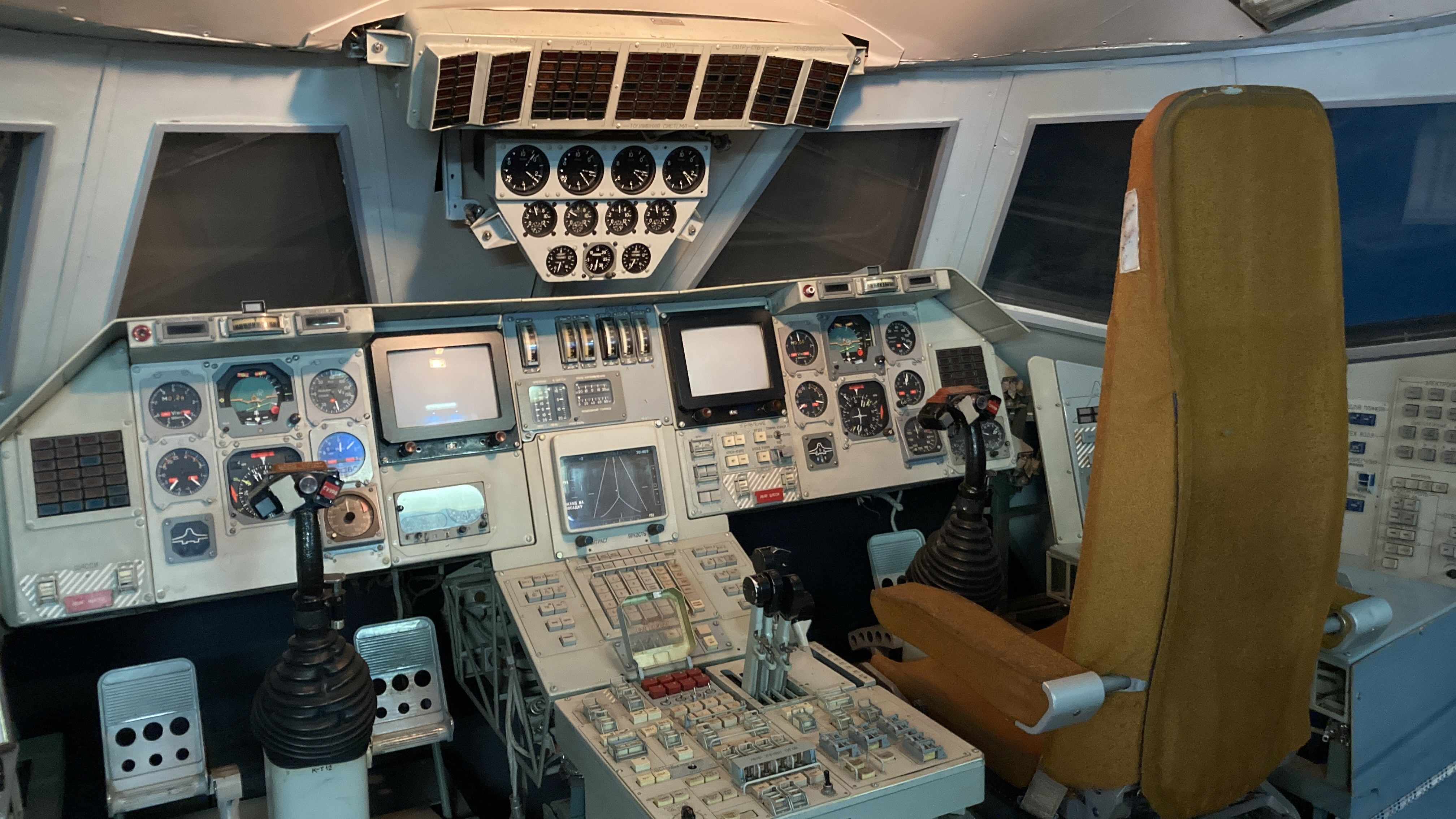
Кабина тренажёра, предназначенного для отработки ручного и автоматического управления космическим кораблём «Буран»

Основной и вспомогательные фонды Центрального дома авиации и космонавтики включают около 34 тысяч экспонатов, 15 тысяч единиц специальной литературы и документов и более 31 тысячи фотоматериалов. Экспозиция музея размещена в 8 залах, где демонстрируются свыше 1 тысячи экспонатов. Имеется множество скульптурных работ деятелей авиации и космонавтики.
Шесть залов посвящены авиационной тематике. В зале № 1 «Зарождение авиации» представлены диорама, посвящённая полёту Крякутного на воздушном шаре в Рязани в 1731 году, модели самолёта Можайского, самолётов «Русский витязь» и «Илья Муромец» конструкции И. И. Сикорского, летающей лодки М-5 конструкции Д. П. Григоровича. Среди натурных экспонатов зала — биротативный двигатель соосной схемы А. Г. Уфимцева, винт НЕЖ для самолёта Ньюпор-IV, двигатель РОН, авиабомба времён Первой мировой войны.
В зале № 2 «Развитие авиации. 1918—1940 гг.» экспонируются модели самолётов КОМТА, ТБ-3, И-16, И-153 «Чайка», АНТ-4 «Страна Советов», АНТ-20 «Максим Горький», АНТ-25. В числе натурных экспонатов представлены двигатель М-11ФР конструктора А. Д. Швецова, двигатель М-34РНА конструктора А. А. Микулина, самолётный винт из фонда лётчика Б. И. Россинского. В зале установлены гипсовые бюсты М. М. Громова и В. П. Чкалова.
В зале № 3 «Развитие авиации СССР в годы Великой Отечественной войны 1941—1945 гг.» среди прочих экспонатов представлены модель бомбардировщика Пе-8 и модель первого в СССР реактивного самолёта с жидкостным ракетным двигателем БИ-1. Представлено подлинное стрелково-пушечное вооружение советских самолётов времён войны.
Залы № 4 и 5 объединены под названием «История создания и развития реактивной авиации с 1945 г. по настоящее время». В отдельных стендах размещены модели первых советских реактивных самолётов, модели первых советских реактивных сверхзвуковых самолётов, модели современных боевых самолётов, модели вертолётов. Отдельно представлены модели истребителя-бомбардировщика Су-17, транспортных самолётов Ан-22 «Антей» и Ан-124 «Руслан», первого советского реактивного пассажирского самолёта Ту-104. Среди натурных экспонатов двуствольная пушка ГШ-23Л, неуправляемая ракета С-5КО и универсальный блок, управляемая ракета ближнего боя класса «воздух-воздух» Р-60, высотно-компенсационный костюм лётчика, оптические прицелы типа АСП-ПФ и ПБП-1б. В зале № 6 «Авиационный спорт» имеется витрина с моделями спортивных самолётов.
Два космических зала посвящены истории развития космонавтики. В зале № 7 «Зарождение отечественной космонавтики» представлены первые работы К. Э. Циолковского и Ф. А. Цандера, жидкостные реактивные двигатели и макеты первых ракет 1930-х годов. Выставлены модели ракет «Союз», Н-1 и «Протон», макеты спутников ИСЗ-1, ИСЗ-2, ИСЗ-3, а также макет контейнера для собаки с системой жизнеобеспечения. В зале № 8 «От первых спутников до космических станций» выставлены модель космического корабля «Восток», действующая модель стыковки космических кораблей «Союз-4» и «Союз-5», модели спутника связи «Экран» и метеорологического спутника «Метеор», действующие модели автоматических межпланетных станций. Из натурных экспонатов представлены кабина тренажёра космического корабля «Буран», аварийно-спасательный скафандр космонавта «Сокол-К» и скафандр космонавта «СК-1», костюмы и предметы жизнеобеспечения космонавтов.
В 2011—2012 годах, после расформирования расположенной неподалёку Военно-воздушной инженерной академии имени Н. Е. Жуковского, в ЦДАиК оттуда были перенесены имущество и предметы мемориального кабинета Ю. А. Гагарина. В августе 2013 года мемориальный кабинет был открыт для узкого круга посетителей. В кабинете можно увидеть подлинные вещи Юрия Гагарина, в том числе изготовленный при его участии деревянный макет космического корабля многоразового использования, которому была посвящена его дипломная работа.

Галерея экспонатов
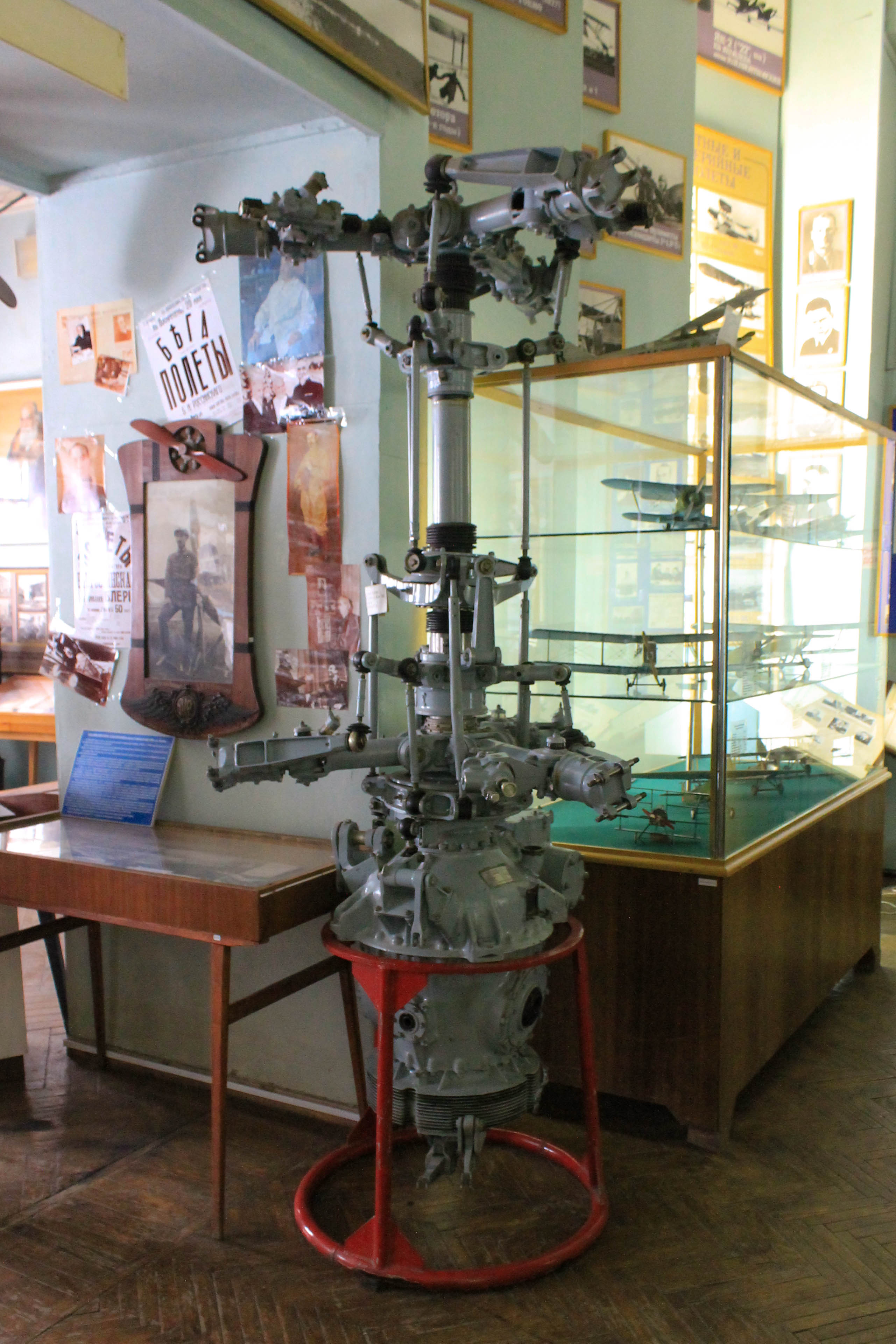
Редуктор несущих винтов вертолёта Ка-26
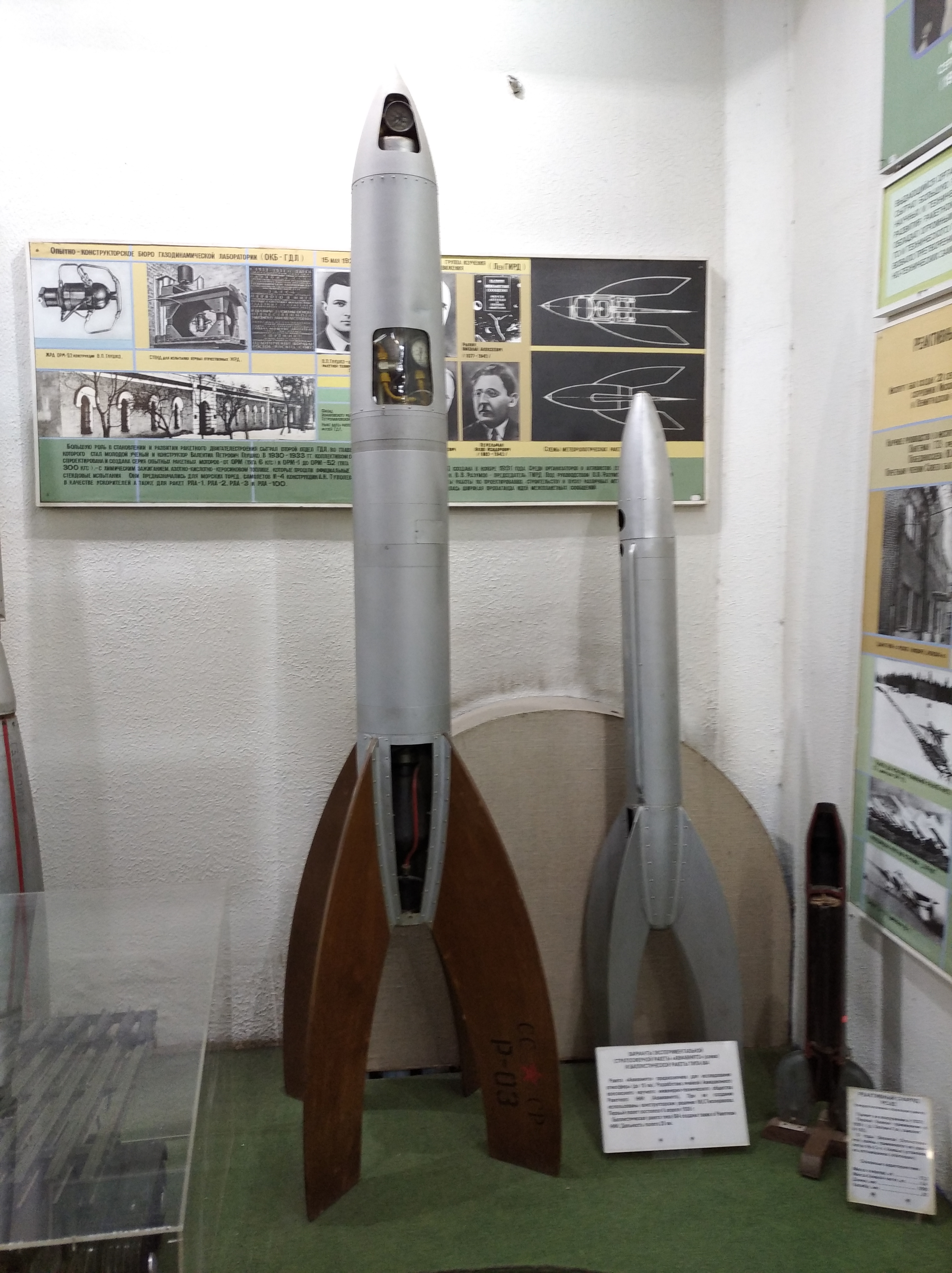
Вариант экспериментальной стратосферной ракеты «АвиаВНИТО» (слева) и баллистической ракеты типа 604 (в центре)
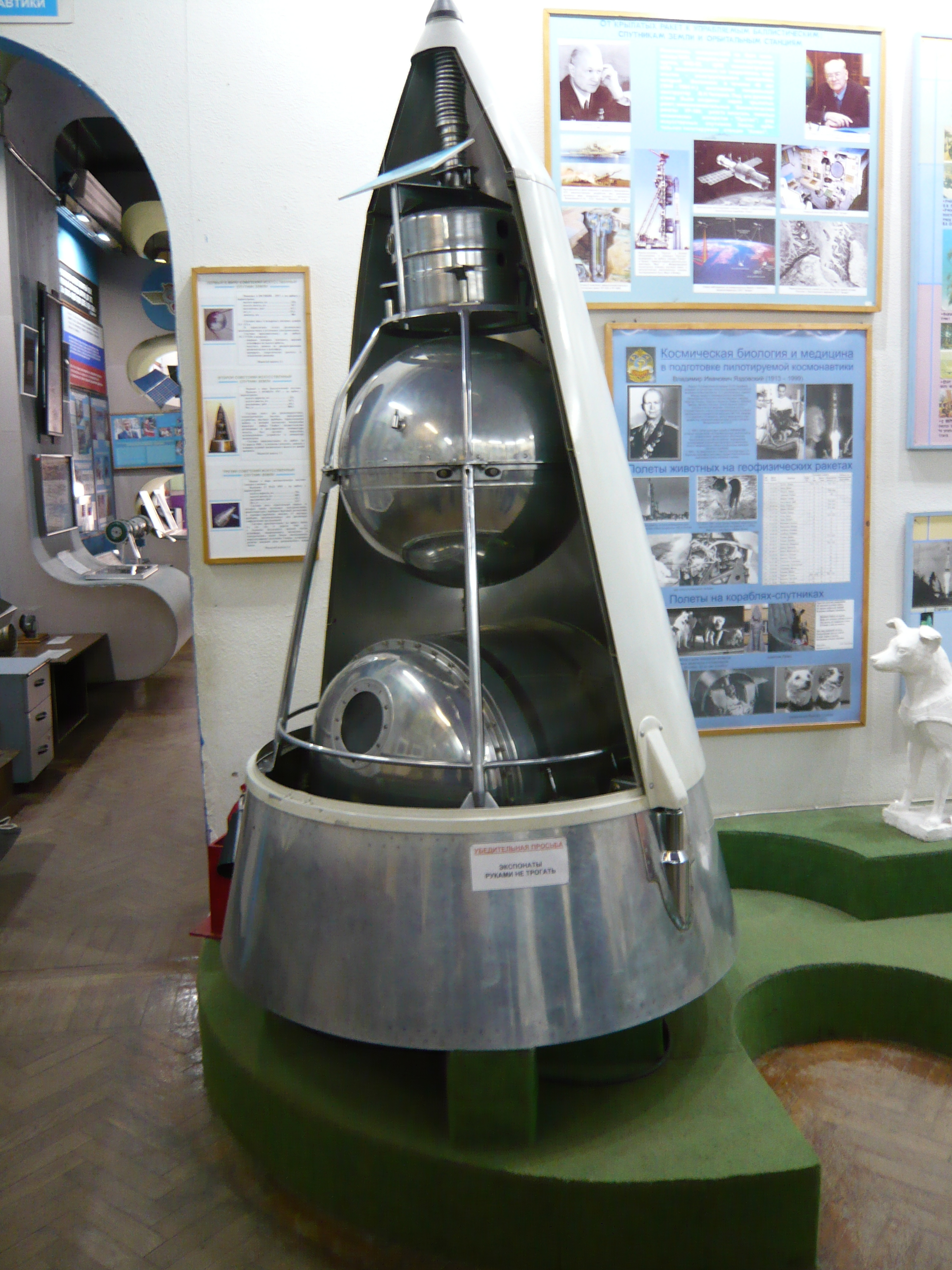
Макет второго спутника земли с собакой-космонавтом Лайкой
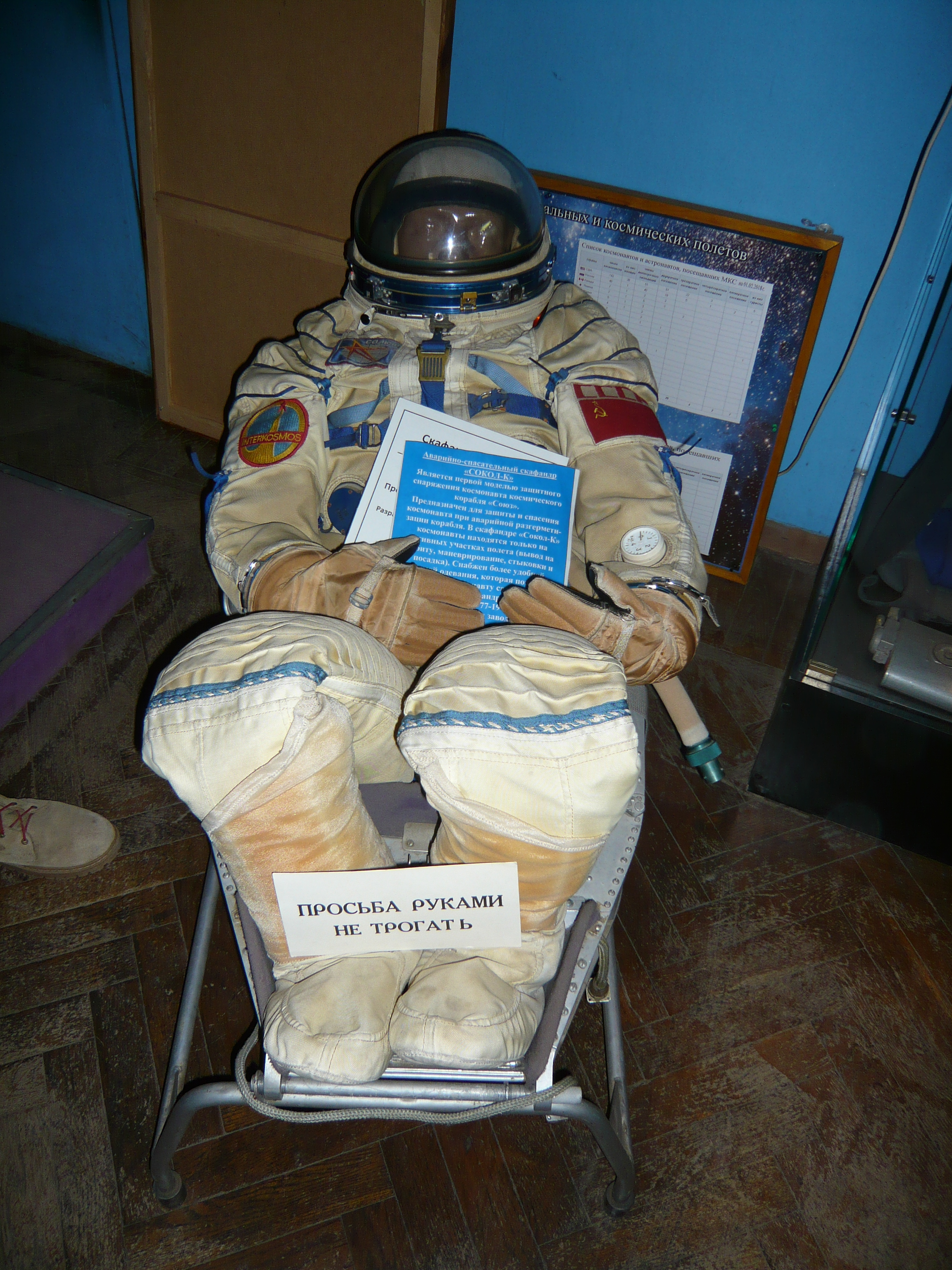
Космический скафандр Сокол-К
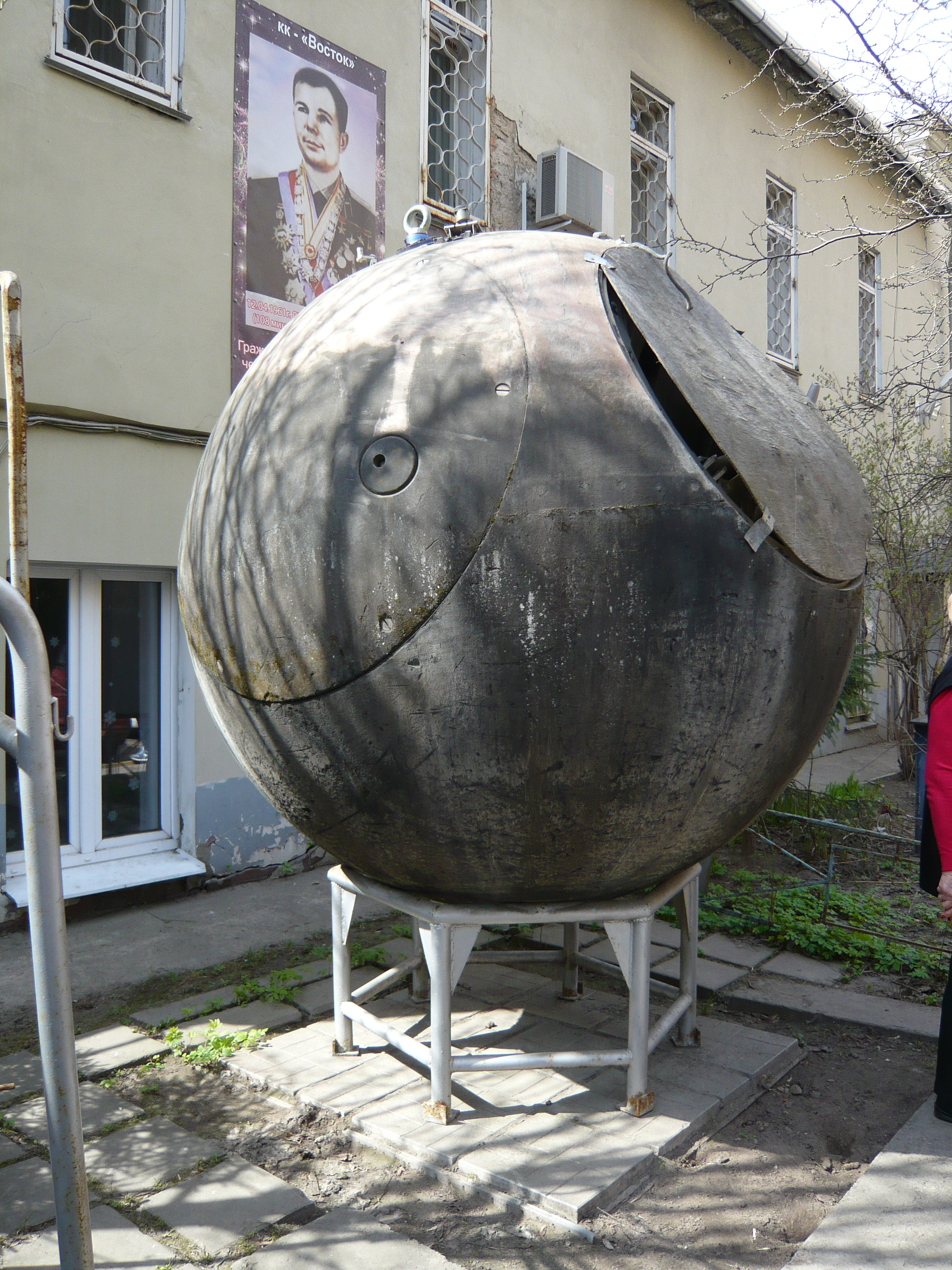
Спускаемый аппарат космического корабля «Восток»
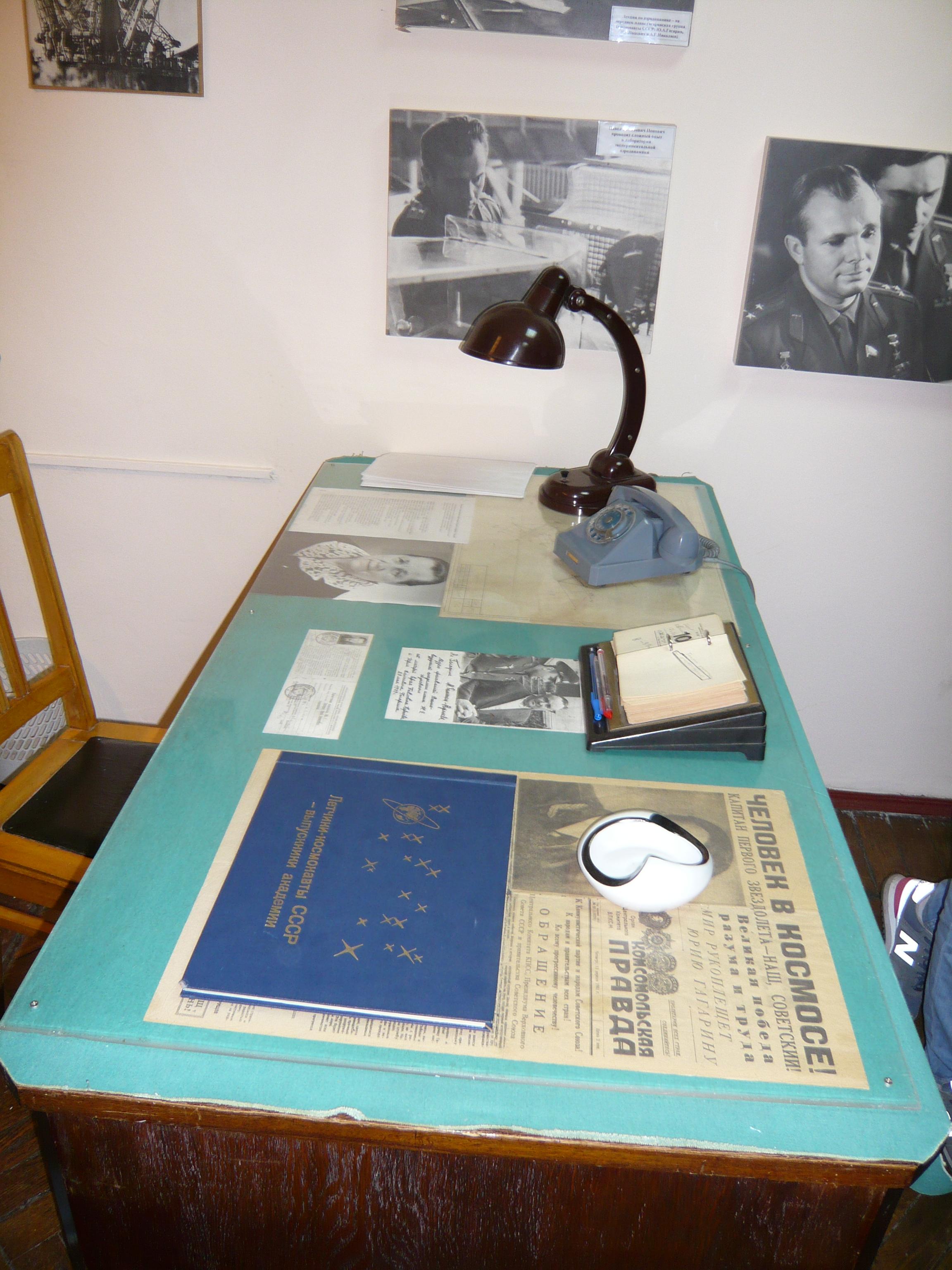
Стол Ю. А. Гагарина в его кабинете из академии Жуковского

## Руководители
- Ерыкалов Василий Иванович (1925—1938)[34]
- Блохин Александр Дмитриевич (1938—1958)[34]
- Анисимов Пётр Николаевич (1958—1963)[34]
- Рейно Леонид Давидович (1963—1968)[34]
- Башкиров Вячеслав Филиппович (1968—1991)[34]
- Вяликов Пётр Фёдорович (1991—2011)[34][47]
- Кичко Владимир Григорьевич (2011—2015)[2]
- Исаков Игорь Борисович[2] (2015—2020)
- Сигорская Юлия Александровна[48] (2020 — март 2024)
- Русляков Роман Владимирович (с апреля 2024)[49]